# Guido de Marco
Pour les articles homonymes, voir De Marco.
Guido de Marco, né le 22 juillet 1931 à La Valette et mort le 12 août 2010, est un homme politique maltais. Il fut le sixième président de Malte du 4 avril 1999 au 4 avril 2004. Il a été auparavant ministre de l'Intérieur, de la Justice et des Affaires étrangères.

## Biographie
Il contribue à l'adhésion de Malte à l'Union européenne. De Marco est élu président de la 45e session de l'Assemblée générale des Nations unies en 1990 et président de la Fondation du Commonwealth en 2004. De Marco reçoit le prix de la Fondation du Forum de Crans-Montana. Éminent avocat pénal, De Marco a défendu quelques-unes des causes les plus connues à Malte au cours des années 1980.
Il est d'abord vice-Premier ministre de 1987 à 1999. Le 4 avril 1999, il prend ses fonctions de président de la République et le nouveau vice-Premier ministre est Lawrence Gonzi. Le 4 avril 2004, Edward Fenech Adami lui succède à la tête de l'État.